# Eberardo da Batávia
Eberardo de Batávia foi um nobre medieval alemão, tendo sido detentor do título de conde da Batávia e Teisterbante, territórios localizados na actual Holanda, e também fundador na actual cidade de Affligem, do Mosteiro de Affligem, que actualmente é um município da Bélgica localizado no distrito de Halle-Vilvoorde, província de Brabante Flamengo, região da Flandres.

## Relações familiares
Foi filho de Freteardo de Teisterbante e de Berta de Batávia. A história não registou o nome da esposa, mas sabe-se que foi pai de:
1. Adela de Batávia, que foi condessa da Lovaina pelo seu casamento com Henrique II de Lovaina (1020 — Mosteiro de Santa Gertrudes, Nivelles 1078)[2][3]., Conde de Lovaina e de Bruxelas de 1054 à 1078.